# Leopold II. von Egloffstein

Wappen der Familie von Egloffstein. Als Bischof führte es Leopold II. von Egloffstein vermutlich als Element in einem gemehrten Wappen weiter.

Leopold II. von Egloffstein († 27. Juni 1343) war von 1335 bis zu seinem Tode 1343 Fürstbischof des Hochstiftes Bamberg.

## Leopold II. von Egloffstein im Familienkontext
Leopold II. von Egloffstein stammte aus der fränkischen reichsfreien Adelsfamilie von Egloffstein (siehe auch Liste fränkischer Rittergeschlechter). Der namensgebende Ort Egloffstein in der Fränkischen Schweiz ist heute ein Markt im oberfränkischen Landkreis Forchheim. Ebenfalls aus diesem Geschlecht stammte Johann I. von Egloffstein († 1411), er war Fürstbischof von Würzburg von 1400 bis 1411.

## Biografische Daten
Zur Zeit der Ernennung von Leopold II. von Egloffstein zum Fürstbischof war Benedikt XII. Papst und Ludwig IV. der Bayer Kaiser (1328–1347) (siehe auch Liste der Staatsoberhäupter 1335). Leopold übernahm ein hochverschuldetes Bistum, dennoch gelang es ihm, die Burgen Marloffstein, Theisenort und Greifenstein zu erwerben. In der Zeit seiner Regentschaft wurde das Klarissenkloster Bamberg gestiftet, er bestätigte 1340 diesen Vorgang. Es war die erste Stiftung von einer Patrizierfamilie.

## Wappen
Das Stammwappen mit rechtsgekehrtem, schwarzem Bärenkopf mit roter Zunge auf silbernem Schild ist seit 1317 nachgewiesen. Auf dem Helm mit rechts schwarz-silbernen und links schwarz-goldenen Decken wiederholt sich der Bärenkopf. Üblicherweise greifen die Wappen der Fürstbischöfe das Familienwappen als Element eines gemehrten Wappens wieder auf.